# Ruch Chorzów
Ruch Chorzów (phát âm tiếng Ba Lan: [ˈrux ˈxɔʐuf]) là một câu lạc bộ bóng đá của Ba Lan có trụ sở tại Chorzów, Upper Silesia. Đây là một trong những đội bóng đá thành công nhất tại Ba Lan: 14 lần vô địch quốc gia, và 3 lần vô địch Cúp bóng đá Ba Lan. Hiện đội bóng đang chơi tại giải hạng 4 của Ba Lan. Ruch thi đấu trên sân nhà Stadion Miejski với sức chứa 9.300 chỗ ngồi. Ruch Chorzów cũng có một đội bóng ném nữ thi đấu vô cùng thành công (9 lần vô địch quốc gia).

## Lịch sử ra đời
Câu lạc bộ được thành lập vào ngày 20 tháng 4 năm 1920 tại Bismarkhuta (tiếng Đức Bismarckhütte), một trong những thủ phủ công nghiệp nặng nằm ở miền Đông của Upper Silesia - một tỉnh bị tranh chấp giũa Ba Lan và Đức. Động cơ chính gây dựng đội bóng là lời kêu gọi của Ủy Ban Plebiscite của Ba Lan, ít tháng sau dẫn tới sự ra đời của hàng trăm hiệp hội thể thao. Sự kiện này diễn ra giữa hai cuộc khởi nghĩa của người Silesia lần thứ nhất và thứ hai, vậy nên cái tên Ruch được cho là có ngụ ý nối đôi. Tuy nhiên từ gốc tiếng Ba Lan ruch cũng là một danh từ chung chỉ phong trào, không giống tên gọi của nhiều câu lạc bộ gắn liền với tiếng Ba Lan ra đời vào thời điểm ấy (như Polonia, Powstaniec etc.). Mặt khác, trận đấu đầu tiên của đội bóng, chiến thắng 3-1 trước Orzeł Józefowiec, dược tổ chức vào ngày 3 tháng 5 năm 1920, tức ngày ra đời Hiến pháp Ba Lan đầu tiên. Sau sự kiện Upper Silesia plebiscite và cuộc khởi nghĩa thứ 3 của người Silesia vào năm 1921, Bismarkhuta trở thành một bộ phận của Ba Lan. Đô thị này được đổi tên thành Wielkie Hajduki vào ngày 1 tháng 1 năm 1923, do đó câu lạc bộ còn được gọi với cái tên Ruch Wielkie Hajduki cho đến khi vùng này hợp nhất với thị trấn Chorzów (ra đời năm 1934 từ sự hợp nhất của Królewska Huta, Chorzów và Hajduki Nowe) vào đầu năm 1939. Sau khi hợp nhất đội bóng đã chơi các trận đấu trên sân cũ của BBC, còn được biết tới với cái tên na Kalinie. Biệt hiệu nổi tiếng của câu lạc bộ là Niebiescy (The Blues) đã gắn liền với đội bóng từ thập niên 1920.

## Thành tích
- Vô địch Ba Lan
  - Vô địch (14): 1933, 1934, 1935, 1936, 1938, 1951,[n 1] 1952, 1953, 1960, 1968, 1974, 1975, 1979, 1989    1. ↑  (Năm 1951 Wisła Kraków là đội vô địch quốc gia, tuy nhiên danh hiệu vô địch quốc gia lại thuộc về quán quân của Cúp bóng đá Ba Lan, Ruch Chorzów.)

  - Á quân (6): 1950, 1956, 1963, 1970, 1973, 2012
  - Hạng 3 (9): 1937, 1948, 1954, 1955, 1967, 1983, 2000, 2010, 2014
- Cúp bóng đá Ba Lan:
  - Vô địch (3): 1951, 1974, 1996
  - Á quân (6): 1963, 1968, 1970, 1993, 2009, 2012
- Siêu cúp Ba Lan:
  - Á quân (2): 1989, 1996
- European Cup
  - Tứ kết (1): 1975
- UEFA Cup
  - Tứ kết (1): 1974
- UEFA Intertoto Cup
  - Vào chung kết (1): 1998
- Đội trẻ:
  - Giải vô địch U-19 Ba Lan: 1965, 1984

## Đội hình hiện tại
Tính đến 2 tháng 3 năm 2021
Ghi chú: Quốc kỳ chỉ đội tuyển quốc gia được xác định rõ trong điều lệ tư cách FIFA. Các cầu thủ có thể giữ hơn một quốc tịch ngoài FIFA.
| Số | VT | Quốc gia | Cầu thủ            |
| -- | -- | -------- | ------------------ |
| 2  | HV | Ba Lan   | Konrad Kasolik     |
| 3  | HV | Ba Lan   | Kacper Kawula      |
| 6  | TV | Ba Lan   | Jakub Rudek        |
| 7  | TV | Ba Lan   | Daniel Paszek      |
| 8  | TV | Ba Lan   | Michał Mokrzycki   |
| 10 | TV | Ba Lan   | Tomasz Foszmańczyk |
| 12 | TM | Ba Lan   | Tomasz Nowak       |
| 14 | TĐ | Ba Lan   | Łukasz Janoszka    |
| 15 | HV | Ba Lan   | Marcin Kowalski    |
| 17 | TV | Ba Lan   | Patryk Sikora      |
| 18 | TV | Ba Lan   | Kacper Będzieszak  |
| 19 | TV | Ba Lan   | Jakub Nowak        |
| 20 | TV | Ba Lan   | Jakub Siwek        |

| Số | VT | Quốc gia | Cầu thủ                                |
| -- | -- | -------- | -------------------------------------- |
| 22 | HV | Ba Lan   | Jakub Słota                            |
| 27 | TĐ | Ba Lan   | Mariusz Idzik                          |
| 31 | HV | Ba Lan   | Mateusz Lechowicz                      |
| 73 | HV | Ba Lan   | Bartłomiej Kulejewski                  |
| 82 | TM | Ba Lan   | Jakub Bielecki                         |
| 97 | TĐ | Ba Lan   | Piotr Kwaśniewski                      |
| —  | TV | Ba Lan   | Michał Biskup                          |
| —  | TV | Ba Lan   | Piotr Wyroba                           |
| —  | TV | Ba Lan   | Tomasz Mamis                           |
| —  | TĐ | Ba Lan   | Kamil Swikszcz                         |
| —  | TM | Ba Lan   | Jakub Grzywaczewski (mượn từ Cracovia) |
| —  | HV | Ba Lan   | Pawel Kulisz                           |
| —  | TV | Ba Lan   | Tomasz Neugebauer                      |

### Cho mượn
Ghi chú: Quốc kỳ chỉ đội tuyển quốc gia được xác định rõ trong điều lệ tư cách FIFA. Các cầu thủ có thể giữ hơn một quốc tịch ngoài FIFA.
| Số | VT | Quốc gia | Cầu thủ                                                    |
| -- | -- | -------- | ---------------------------------------------------------- |
| —  | TM | Ba Lan   | Wiktor Gasztyk (tại Ślęza Wrocław đến 30 tháng 6 năm 2021) |
| —  | HV | Ba Lan   | Pawel Starzynski (tại AKS Mikołów đến 30 tháng 6 năm 2021) |

| Số | VT | Quốc gia | Cầu thủ                                                            |
| -- | -- | -------- | ------------------------------------------------------------------ |
| —  | HV | Ba Lan   | Szymon Gorecki (tại Polonia Łaziska Górne đến 30 tháng 6 năm 2021) |

## Lịch sử huấn luyện viên
| Tên                        | Từ                | Đến               |
| -------------------------- | ----------------- | ----------------- |
| Gustav Wieser              | tháng 10 năm 1934 | tháng 7 năm 1935  |
| Gunther Ringer             | tháng 8 năm 1936  | tháng 11 năm 1937 |
| Ferenc Fogl                | tháng 6 năm 1938  | tháng 1 năm 1939  |
| Péter Szabó                | tháng 1 năm 1939  | tháng 7 năm 1939  |
| František Dembický         | tháng 1 năm 1948  | tháng 12 năm 1948 |
| Gerard Wodarz              | tháng 7 năm 1949  | tháng 12 năm 1949 |
| Ryszard Koncewicz          | tháng 1 năm 1950  | tháng 6 năm 1952  |
| Ewald Cebula               | tháng 7 năm 1952  | tháng 6 năm 1954  |
| Adam Niemiec               | tháng 7 năm 1954  | tháng 12 năm 1956 |
| Mikołaj Beljung            | tháng 2 năm 1957  | tháng 10 năm 1957 |
| Czesław Suszczyk           | tháng 10 năm 1957 | tháng 12 năm 1957 |
| Janos Steiner              | tháng 1 năm 1958  | tháng 12 năm 1958 |
| Ewald Cebula               | tháng 1 năm 1959  | tháng 12 năm 1959 |
| Janos Steiner              | tháng 1 năm 1960  | tháng 5 năm 1960  |
| Ewald Cebula               | tháng 5 năm 1960  | tháng 6 năm 1960  |
| Lajos Szolár               | tháng 6 năm 1960  | tháng 12 năm 1960 |
| Gerard Wodarz              | tháng 1 năm 1961  | tháng 4 năm 1961  |
| Gerard Cieślik             | tháng 4 năm 1961  | tháng 7 năm 1961  |
| Sándor Tátrai              | tháng 7 năm 1961  | tháng 10 năm 1963 |
| Franciszek Tim             | tháng 10 năm 1963 | tháng 11 năm 1963 |
| Augustyn Dziwisz           | tháng 12 năm 1963 | tháng 9 năm 1964  |
| Artur Woźniak              | tháng 9 năm 1964  | tháng 6 năm 1966  |
| Teodor Wieczorek           | tháng 7 năm 1966  | tháng 4 năm 1969  |
| Eugeniusz Pohl Hubert Pala | tháng 5 năm 1969  | tháng 6 năm 1969  |
| Jerzy Nikiel               | tháng 7 năm 1969  | tháng 11 năm 1969 |
| Tadeusz Foryś              | tháng 12 năm 1969 | tháng 6 năm 1971  |
| Hubert Pala                | tháng 6 năm 1971  | tháng 6 năm 1971  |
| Michal Vičan               | tháng 7 năm 1971  | tháng 4 năm 1976  |
| Rudolf Kapera              | tháng 4 năm 1976  | tháng 6 năm 1976  |
| Frantisek Havranek         | tháng 7 năm 1976  | tháng 10 năm 1977 |
| Teodor Wieczorek           | tháng 10 năm 1977 | tháng 6 năm 1978  |
| Leszek Jezierski           | tháng 6 năm 1978  | tháng 11 năm 1980 |

| Tên                     | Từ                   | Đến                  |
| ----------------------- | -------------------- | -------------------- |
| Antoni Piechniczek      | tháng 11 năm 1980    | tháng 1 năm 1981     |
| Józef Zwierzyna         | tháng 1 năm 1981     | tháng 9 năm 1981     |
| Piotr Czaja             | tháng 9 năm 1981     | tháng 5 năm 1982     |
| Orest Lenczyk           | 1 tháng 7 năm 1982   | 1 tháng 2 năm 1984   |
| Alojzy Łysko            | tháng 2 năm 1984     | tháng 12 năm 1984    |
| Władysław Jan Żmuda     | 1 tháng 1 năm 1985   | 1 tháng 5 năm 1987   |
| Jacek Góralczyk         | tháng 4 năm 1987     | tháng 5 năm 1987     |
| Jacek Machciński        | tháng 5 năm 1987     | tháng 7 năm 1987     |
| Jerzy Wyrobek           | 1 tháng 7 năm 1987   | 1 tháng 7 năm 1990   |
| Zdzisław Podedworny     | tháng 7 năm 1990     | tháng 3 năm 1991     |
| Edward Lorens           | 1 tháng 4 năm 1991   | 1 tháng 5 năm 1994   |
| Albin Wira              | 3 tháng 5 năm 1994   | 4 tháng 5 năm 1995   |
| Jerzy Wyrobek           | 5 tháng 5 năm 1995   | 23 tháng 9 năm 1996  |
| Orest Lenczyk           | 24 tháng 9 năm 1996  | 23 tháng 3 năm 1999  |
| Edward Lorens           | 23 tháng 3 năm 1999  | 30 tháng 6 năm 2000  |
| Jan Żurek               | 1 tháng 7 năm 2000   | 21 tháng 8 năm 2000  |
| Jan Rudnow              | tháng 8 năm 2000     | tháng 12 năm 2000    |
| Bogusław Pietrzak       | 1 tháng 12 năm 2000  | 11 tháng 4 năm 2002  |
| Orest Lenczyk           | 11 tháng 4 năm 2002  | 9 tháng 10 năm 2002  |
| Piotr Mandrysz          | 10 tháng 10 năm 2002 | 30 tháng 6 năm 2003  |
| Jerzy Wyrobek           | 1 tháng 7 năm 2003   | 5 tháng 5 năm 2005   |
| Dariusz Fornalak        | 5 tháng 5 năm 2005   | 22 tháng 11 năm 2005 |
| Edward Lorens           | 22 tháng 11 năm 2005 | 27 tháng 11 năm 2005 |
| Marek Wleciałowski      | 28 tháng 11 năm 2005 | 15 tháng 6 năm 2007  |
| Dusan Radolsky          | 15 tháng 6 năm 2007  | 10 tháng 9 năm 2008  |
| Bogusław Pietrzak       | 10 tháng 9 năm 2008  | 27 tháng 4 năm 2009  |
| Waldemar Fornalik       | 27 tháng 4 năm 2009  | 10 tháng 7 năm 2012  |
| Tomasz Fornalik         | 12 tháng 7 năm 2012  | 5 tháng 9 năm 2012   |
| Jacek Zielinski         | 5 tháng 9 năm 2012   | 16 tháng 9 năm 2013  |
| Dariusz Fornalak (int.) | 16 tháng 9 năm 2013  | 18 tháng 9 năm 2013  |
| Ján Kocian              | 18 tháng 9 năm 2013  | 6 tháng 10 năm 2014  |
| Waldemar Fornalik       | 7 tháng 10 năm 2014  | 22 tháng 4 năm 2017  |
| Krzysztof Warzycha      | 24 tháng 4 năm 2017  | 10 tháng 9 năm 2017  |
| Juan Ramón Rocha        | 10 tháng 12 năm 2017 | 5 tháng 4 năm 2018   |
| Dariusz Fornalak        | 5 tháng 4 năm 2018   | 1 tháng 11 năm 2018  |
| Marek Wleciałowski      | 1 tháng 11 năm 2018  |                      |

## Ruch tại cúp châu Âu
| Mùa     | Giải                  | Vòng |                      | Câu lạc bộ                 | Tỉ số           |
| ------- | --------------------- | ---- | -------------------- | -------------------------- | --------------- |
| 1972–73 | UEFA Cup              | 1R   | Thổ Nhĩ Kỳ           | Fenerbahçe SK              | 3–0, 0–1        |
| 1972–73 | UEFA Cup              | 2R   | Cộng hòa Dân chủ Đức | Dynamo Dresden             | 0–1, 0–3        |
| 1973–74 | UEFA Cup              | 1R   | Đức                  | Wuppertaler SV             | 4–1, 4–5        |
| 1973–74 | UEFA Cup              | 2R   | Cộng hòa Dân chủ Đức | FC Carl Zeiss Jena         | 3–0, 0–1        |
| 1973–74 | UEFA Cup              | 3R   | Hungary              | Budapest Honvéd FC         | 0–2, 5–0        |
| 1973–74 | UEFA Cup              | 1/4F | Hà Lan               | Feyenoord Rotterdam        | 1–1, 1–3        |
| 1974–75 | European Cup          | 1R   | Đan Mạch             | Hvidovre IF                | 0–0, 2–1        |
| 1974–75 | European Cup          | 2R   | Thổ Nhĩ Kỳ           | Fenerbahçe SK              | 2–1, 2–0        |
| 1974–75 | European Cup          | 1/4F | Pháp                 | AS Saint-Étienne           | 3–2, 0–2        |
| 1975–76 | European Cup          | 1R   | Phần Lan             | KuPS                       | 5–0, 2–2        |
| 1975–76 | European Cup          | 2R   | Hà Lan               | PSV Eindhoven              | 1–3, 0–4        |
| 1979–80 | European Cup          | 1R   | Cộng hòa Dân chủ Đức | Dynamo Berlin              | 1–4, 0–0        |
| 1989–90 | European Cup          | 1R   | Bulgaria             | CSKA Sofia                 | 1–1, 1–5        |
| 1996–97 | UEFA Cup Winners' Cup | Q    | Wales                | Llansantffraid             | 1–1, 5–0        |
| 1996–97 | UEFA Cup Winners' Cup | 1R   | Bồ Đào Nha           | S.L. Benfica               | 1–5, 0–0        |
| 1998    | Intertoto Cup         | 1R   | Áo                   | FK Austria Wien            | 1–0, 2–2        |
| 1998    | Intertoto Cup         | 2R   | Thụy Điển            | Örgryte IS                 | 1–2, 1–0        |
| 1998    | Intertoto Cup         | 3R   | Bồ Đào Nha           | C.F. Estrela da Amadora    | 1–1, 1–1        |
| 1998    | Intertoto Cup         | 4R   | Hungary              | Debreceni VSC              | 1–0, 3–0        |
| 1998    | Intertoto Cup         | 5R   | Ý                    | Bologna F.C. 1909          | 0–1, 0–2        |
| 2000–01 | Cúp UEFA              | Q    | Litva                | FK Žalgiris Vilnius        | 1–2, 6–0        |
| 2000–01 | Cúp UEFA              | 1R   | Ý                    | Internazionale Milano F.C. | 0–3, 1–4        |
| 2010–11 | UEFA Europa League    | 1Q   | Kazakhstan           | FC Shakhter Karagandy      | 2–1, 1–0        |
| 2010–11 | UEFA Europa League    | 2Q   | Malta                | Valletta F.C.              | 1–1, 0–0        |
| 2010–11 | UEFA Europa League    | 3Q   | Áo                   | FK Austria Wien            | 1–3, 0–3        |
| 2012–13 | UEFA Europa League    | 2Q   | Cộng hòa Macedonia   | Metalurg Skopje            | 3–1, 3–0        |
| 2012–13 | UEFA Europa League    | 3Q   | Cộng hòa Séc         | Viktoria Plzeň             | 0–2, 0–5        |
| 2014–15 | UEFA Europa League    | 2Q   | Liechtenstein        | FC Vaduz                   | 3–2, 0–0        |
| 2014–15 | UEFA Europa League    | 3Q   | Đan Mạch             | Esbjerg                    | 0–0, 2–2        |
| 2014–15 | UEFA Europa League    | PO   | Ukraina              | Metalist Kharkiv           | 0–0, 0–1 (h.p.) |